# زليل

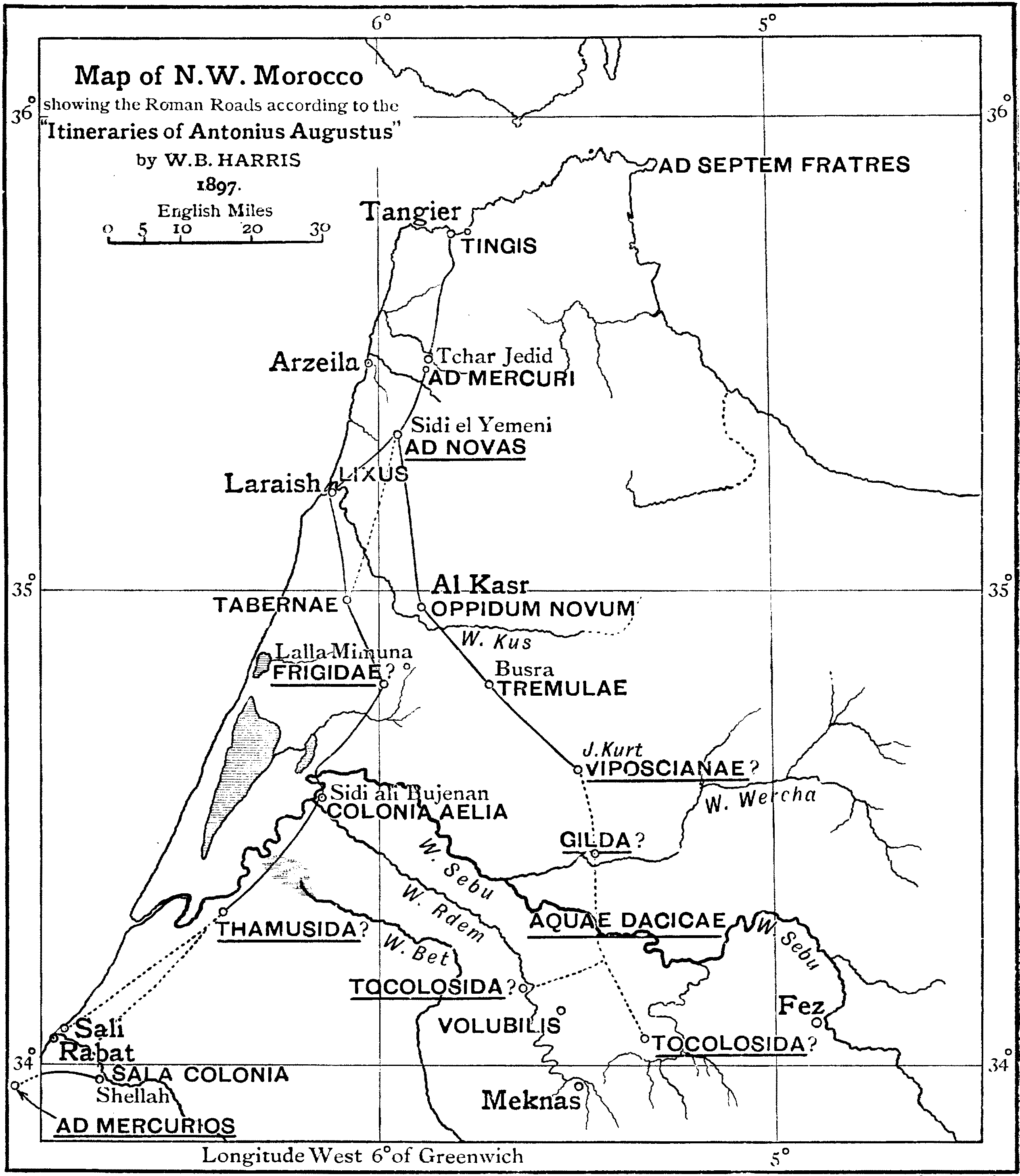
إعادة بناء الطرق الرومانية في أواخر القرن التاسع عشر في المغرب.

زليل (أو يوليا كونسطنتيا زليل) هي مدينة تاريخية غابرة شمال المغرب. يتواجد موقع زليل الأركلوجي، المعروف حاليا بالدشر الجديد بجماعة أحد الغربية (إقليم أصيلة)، على بعد 13 كلم شمال شرق مدينة أصيلة. يعتبر هذا الموقع واحدا من بين المستعمرات الثلاثة التي أحدثها الملك الأمازيغي يوبا الثاني في مملكة موريطنية ما بين 33 و25 ق.م، وقد ورد اسمها في النصوص التاريخية تحت اسم يوليا كونسطنتيا زليل (باللاتينية: Julia Constantia Zilil).
تعود أقدم البنايات الأثرية المكتشفة بالموقع إلى العصر الموريطاني حوالي القرن الثاني ق. م على الأقل. وتتكون من مجموعة سكنية دمرت حوالي 100 ق. م. أقيمت على أنقاضها بنايات أخرى تؤرخ للفترة الممتدة بين 60 و40 ق. م تعرضت بدورها للهدم فيما بعد.
ابتداء من القرن الأول بعد الميلاد، عرفت زليل تطورا معماريا كبيرا، حيث كشفت التنقيبات الأثرية عن بقايا منازل فوق الهضبة الشمالية، وعن حمامات وقناة مائية في الجنوب الشرقي، وسور يحيط بالمدينة ومسرح مدرج. وخلال منتصف القرن الثالث الميلادي، تم إخلاء المدينة والجلاء عنها لأسباب لا زالت غامضة، غير أنها عرفت مجددا الاستقرار في القرن الرابع الميلادي وأبرز أثاره تتمثل في الحي الصناعي والتجاري وكنيسة ترجع للفترة المسيحية الأولى. إلى ان دمرت بالكامل من طرف قبائل الوندال بين 410-430 بعد الميلاد.

## هوامش
1. 1 2  (بالإنجليزية) The Roman Theatre at Zilil نسخة محفوظة 2023-02-20 على موقع واي باك مشين.
2. 1 2 3  (بالألمانية)
 Asilah, Dcharr Jdid, oder l'antique Zilil_Antike Plaetze Marokkos نسخة محفوظة 18 أبريل 2019 على موقع واي باك مشين.